# Tic-tac-toe
 (avril 2014).
Si vous disposez d'ouvrages ou d'articles de référence ou si vous connaissez des sites web de qualité traitant du thème abordé ici, merci de compléter l'article en donnant les références utiles à sa vérifiabilité et en les liant à la section « Notes et références ».
Pour les articles homonymes, voir Tic Tac Toe.
Le tic-tac-toe, aussi appelé « morpion » (par analogie avec le jeu de morpion) et oxo en Belgique, est un jeu de réflexion se pratiquant à deux joueurs, tour par tour, dont le but est de créer le premier un alignement. Le jeu se joue généralement en dessinant sur papier au crayon.

## Jeu sur grille de 3 × 3
Deux joueurs s'affrontent. Ils doivent remplir chacun à leur tour une case de la grille avec le symbole qui leur est attribué : O ou X. Le gagnant est celui qui arrive à aligner trois symboles identiques, horizontalement, verticalement ou en diagonale. Il est coutume de laisser le joueur jouant X effectuer le premier coup de la partie.
Une partie gagnée par le joueur X :
Une partie nulle :
En raison du nombre de combinaisons limité, l'analyse complète du jeu est facile à réaliser : si les deux joueurs jouent chacun de manière optimale, la partie doit toujours se terminer par un match nul.

## Variantes
- Ordre et Chaos est une variante introduite par Stephen Sniderman dans Games Magazine en 1981[1]. Elle se joue sur une grille de 6×6 cases.
- Le jeu du quinze se joue sur un tableau de neuf cases représentant des chiffres.
- Tic-tac-toe quantique avec des règles simulant un système quantique abstrait.
- Le tic-tac-toe comportant un quadrillage plus grand, par exemple 4x4, 5x5, etc.
- Le tic-tac-toe comportant un plus grand nombre de dimensions.
- Le tickoaT 2 qui se joue en superposant des traits verticaux et horizontaux afin d'être le premier à aligner 3 « T » (superposition des traits verticaux et horizontaux)